# ポプラ社
株式会社ポプラ社（ポプラしゃ、英: POPLAR PUBLISHING CO., LTD.）は、日本の出版社。本社は東京都千代田区麹町に所在。

## 概要
元偕成社の、編集長の久保田忠夫、営業担当の田中治夫らが独立して創業。
長きにわたり、山中峯太郎の〈名探偵ホームズ全集・全20巻・絶版〉、南洋一郎の〈怪盗ルパン全集・全30巻〉（現在はシリーズ怪盗ルパン・全20巻）、江戸川乱歩の〈少年探偵江戸川乱歩全集・全46巻、後半20巻は乱歩の大人向け作品を乱歩の弟子が子供向けに書き直したもの〉（現在はシリーズ少年探偵・全26巻）、那須正幹の〈ズッコケ三人組〉シリーズや原ゆたかの〈かいけつゾロリ〉シリーズ、ポプラ社文庫などの児童書を専門に出版してきたが、近年では成人を対象とした書籍にも幅を広げている。
かつては児童向け漫画雑誌『月刊コミックブンブン』（旧称：プレコミックブンブン）を発行していた。プレコミックブンブン編集のため、2003年にマッグガーデンとの共同出資で編集プロダクション 株式会社ビープラスを設立したが、2005年に合弁を解消し、会社清算。
2006年には玩具メーカー・タカラ（現・タカラトミー）の系列出版社であったジャイブを買収し子会社化したが、2019年8月30日に新設したジャイブ（新社）をメディアドゥホールディングスに売却した上で、2020年3月にジャイブネクスト（旧ジャイブ）をポプラ社へ吸収合併している。
2005年には、日本で初めての心理学マガジン『月刊psikoプシコ』を創刊。2008年4月5日に大人向けの文庫「ポプラ文庫」を創刊した。
2024年、第20回出版梓会新聞社学芸文化賞（特別賞）を授与される。

## 主催・共催している文学賞
- ポプラズッコケ文学新人賞[5]

- ポプラ社小説新人賞[5]

- おいしい文学賞[5](選考委員 小川糸[6])
  - 第1回(応募数252)[6]
    - 受賞作 『母さんは料理がへたすぎる』 白石睦月[6]

＊ジャンル:「おいしいもの」と聞いて連想するテーマあるいはモチーフが含まれた短編小説。
- ピュアフル小説大賞[7]。
  - 第1回（応募数300）[8]
    - 大賞 該当作なし[8]
    - 金賞 『咲久良町シンフォニー』 沖田円[8]
    - 金賞 『キミの気持ちが分かっても、恋というものは分からない。』 中山おかめ[8]

＊ジャンル：日常を舞台にした心をピュアにゆさぶる作品

### 休止・終了した文学賞
- ポプラズッコケ文学賞[9]
  - 第1回[10]
    - 大賞 該当作品なし
    - 優秀賞『ジャック＆クイーン』荒井寛子
      - 『ナニワのMANZAIプリンセス』に改題し出版[11]

  - 第2回[12]
    - 大賞 該当作品なし
    - 優秀賞『ネコの声』小浜ユリ
      - 『時間割のむこうがわ』に改題し出版[13]

  - 第3回[14]
    - 大賞 該当作品なし
    - 奨励賞『クレセント・コッペリアと人形たちの教室』相原礼以奈
      - 相原れいな作『人形たちの教室』として出版[15]。
- ポプラ社小説大賞[9]

- 新・『童話の海』[9](日本児童文学者協会と共催[16])
  - 第1回(2008年)(応募数129)[17]
    - 入選「ガラスケースの蝶」榎本珠樹[17]
      - 当原珠樹作『転校生とまぼろしの蝶』として出版[18]。

    - 入選「ラスト・ラン」佐々木ひとみ[17]
      - 『ぼくとあいつのラストラン』に改題し出版[18]。

    - 入選「華花さん」田中良子[17]
      - 『華花さんのあたらしい家』に改題し出版[18]。

  - 第2回(2009年)(応募数168)[19]
    - 入選「りんりんちゃんとダッペルピーポン」丘紫真璃[19]
      - 『リンリンちゃんとワンゴ天才発明会社』に改題し出版[18]。

  - 第3回(2010年)(応募数191)[20]
    - 入選「海の指輪」田沢五月[20]
      - 『ゆびわがくれたプレゼント』に改題し出版[18]。

  - 第4回(2011年)(応募数176)[21]
    - 入選「子どもの子どもによる、子どものためのカクモ」かみやとしこ[21]
      - 『ひま人ヒーローズ』に改題し出版[22]。

  - 第5回(2012年)(応募数186)[23]
    - 入選作なし[23]

  - 第6回(2013年)(応募数111)[24]
    - 入選「お昼の放送の時間です」乗松葉子[25]

  - 第7回(2014年)(応募数111)[26]
    - 入選作なし[26]

## 刊行物
- 総合百科事典ポプラディア
- ポプラ新書 - 2013年9月創刊。
- ポプラ文庫
  - ポプラ文庫ピュアフル
- ポプラポケット文庫
- ポプラカラフル文庫
- ポケット・ショコラ
- ポプラキミノベル
- asta
- ピアニッシモ

### 主な書籍
- あいはらひろゆき・あだちなみ〈りんちゃんとあおくん〉シリーズ
- いしかわこうじ『どうぶついろいろかくれんぼ』〈かたぬき絵本〉シリーズ、〈まねっこえほん〉シリーズ
- ウィルバート・オードリー〈汽車のえほん〉シリーズ
- 方波見大志『削除ボーイズ0326』第一回ポプラ社小説大賞受賞作品
- 川北亮司〈おほほプリンセス〉シリーズ
- 神沢利子〈くまの子ウーフ〉シリーズ
- 小林裕美子 〈美大デビュー〉シリーズ、〈もち・ぽち〉
- トロル 〈おしりたんてい〉シリーズ
- ジェフ・キニー〈グレッグのダメ日記〉シリーズ
- なかえよしを・上野紀子〈ねずみくん〉シリーズ
- 那須正幹〈ズッコケ三人組〉シリーズ
- 芭蕉みどり〈ティモシーとサラのえほん〉シリーズ
- 原ゆたか 〈かいけつゾロリ〉シリーズ
- 前嶋昭人〈ハニ太郎です。〉シリーズ
- むらいかよ〈おばけマンション〉シリーズ
- 山本省三・おおたうに『おしゃれプリンセスミューナ』〈ポプラちいさなおはなし〉シリーズ
- 〈大人にはないしょだよ〉シリーズ
- 〈超ひみつゲット!〉シリーズ

### コミック本
- わたがしふうちゃん・みつはしちかこ
- バンジのにゃむにゃむ日記・ジョンイ
- おしりたんていアニメコミック・トロル&東映アニメーション

### きかんしゃトーマス関連書籍
- 〈汽車のえほん〉シリーズ（全26巻）
  - 汽車のえほん 新装版（全15巻）
  - 汽車のえほん ミニ新装版（全26巻）
  - 新・汽車のえほん（既刊28巻）
- 〈トーマスの知育〉シリーズ（既刊7巻）
- 〈きかんしゃトーマスの本〉シリーズ
- 〈トーマスのテレビ〉シリーズ（既刊8巻）
- 〈トーマスのテレビブック〉シリーズ（既刊8巻）
- 〈トーマスの新テレビシリーズ〉シリーズ（既刊10巻）
- 〈トーマスのちいさなえほん〉シリーズ（既刊6巻）
- 〈いない・いないトーマス!〉シリーズ（既刊2巻）
- 〈きかんしゃトーマスの本〉シリーズ
- 〈キャラクターカード〉シリーズ（プラレールトーマスカード／トーマスストーリーカード）

### かつて刊行されていたシリーズ
- 子どもの伝記全集
- 世界名作童話全集
- すべて実話だ世界のふしぎ

## メディア展開
以下の作品は実写化やアニメ化を果たしている。

### アニメ化
- ズッコケ三人組（単発版:日本テレビ&J.C.STAFF、連続版：テレビ東京&日本アニメーション）
- ハニ太郎です。（テレビ朝日&東映アニメーション）
- かいけつゾロリ（劇場版第1作：日本テレビ&東京ムービー（現：トムス・エンタテインメント）、テレビ版第2期まで及び劇場版第2作以降：メ〜テレ&サンライズ、テレビ版第3期以降：NHK Eテレ&BN Pictures）
- おしりたんてい（NHK Eテレ&東映アニメーション）
- ちいさなおばけシリーズ（日本テレビ&スタジオぴえろ）
- ねずみくんシリーズ（OVA：東映アニメーション、劇場版：勝鬨スタジオ）
- ラブオールプレー（読売テレビ&OLM・日本アニメーション）
- かがみの孤城（劇場版アニメ：A-1 Pictures）
- らくだい魔女（劇場版アニメ：プロダクションIG）

### 実写化
- ズッコケ三人組（テレビ単発版:テレビ朝日・テレビ連続版：関西テレビ(1985年)、NHK Eテレ(1998年 - 2002年)・劇場版：角川書店(1991年)、フジテレビ&東映(1998年)）
- 真夜中のパン屋さん（NHK BSプレミアム）
- ライオンのおやつ（NHK BSプレミアム・NHK BS4K）
- DINER ダイナー（日本テレビ&ワーナー ブラザーズ ジャパン）
- Little DJ〜小さな恋の物語（テレビ東京&アミューズ）
- 犬部！（KADOKAWA）